# کیرلو ملیچنکو
کیرلو ملیچنکو (اوکراینی: Кирило Олександрович Меліченко؛ زادهٔ ۷ ژوئن ۱۹۹۹) بازیکن فوتبال است.
وی همچنین در تیم ملی فوتبال Ukraine U18 بازی کرده‌است.